# Pionierlehr- und Versuchsregiment 87
Das Pionierlehr- und Versuchsregiment 87 (PiLehr/VsuRgt 87) war ein Verband der Pioniertruppe der Bundeswehr. Es existierte einschließlich Vorläufer-Truppenteile von 1956 bis 1981 und war größtenteils in der Funkkaserne in München stationiert. Es unterstand der Pionierschule (PiS).

## Geschichte

### Pionierlehrbataillon
Zunächst wurde im Frühjahr 1956 das Pionierlehrbataillon (PiLehrBtl) aufgestellt. Anfangs bestand es aus drei Behelfskompanien, die im Juli 1956 zu neun Kompanien umstrukturiert wurden. Der Stabszug verwaltete das Bataillon. In den folgenden Monaten wurden weitere Kompanien aufgestellt, sodass dem Bataillon Ende 1958 schließlich 14 Kompanien unterstanden. Im Einzelnen waren dies:
| Bezeichnung        | Typ                                       | Aufstellung    | Verbleib ab April 1959 |
| ------------------ | ----------------------------------------- | -------------- | ---------------------- |
| Stabszug PiLehrBtl | Bataillonsstab                            | Juli 1956      | 1./sPiLehrBtl 210      |
| 1./PiLehrBtl       | Pionierkompanie                           | Juli 1956      | 2./sPiLehrBtl 210      |
| 2./PiLehrBtl       | Panzerpionierkompanie                     | Juli 1956      | 4./sPiLehrBtl 210      |
| 3./PiLehrBtl       | Schwere Pionierkompanie                   | Juli 1956      | 3./sPiLehrBtl 210      |
| 4./PiLehrBtl       | Schwimmbrückenkompanie                    | Juli 1956      | SchwBrKp 202           |
| 5./PiLehrBtl       | Brückenkompanie                           | Juli 1956      | S/EBrLehrKp 206        |
| 6./PiLehrBtl       | Pioniergerätekompanie                     | Juli 1956      | aufgelöst              |
| 7./PiLehrBtl       | Instandsetzungslehrkompanie               | Juli 1956      | PiLVsuKp, TPiLVsuKp    |
| 8./PiLehrBtl       | Offiziers-/Unteroffiziersanwärterkompanie | Juli 1956      | PiUffzLehrKp           |
| 9./PiLehrBtl       | Versorgungskompanie                       | Juli 1956      | 5./sPiLehrBtl 210      |
| 10./PiLehrBtl      | Pionierausbildungskompanie                | Dezember 1956  | AusbKp 414             |
| 11./PiLehrBtl      | Pionierausbildungskompanie                | August 1957    | AusbKp 415             |
| PiGerKp 762        | Pioniergerätekompanie                     | September 1956 | PiGerLehrKp 208        |
| LLPiKp 9           | Luftlandepionierkompanie                  | Dezember 1956  | LLPiKp 9               |
| mPiInstKp 782      | Instandsetzungskompanie                   | Juli 1958      | PiInstLehrKp 204       |

### Pionierlehrregiment
Im März und April 1959 erfolgte die Umstrukturierung des Bataillons in das Pionierlehrregiment (PiLehrRgt). Die 6. Kompanie des Bataillons wurde aufgelöst, die übrigen dem Regiment unterstellt. Fünf Kompanien und der bisherige Stabszug des Bataillons sowie ein Teil der 7. Kompanie wurden dabei zum Schweren Pionierlehrbataillon 210 (sPiLehrBtl 210) zusammengefasst, das 1964 auf insgesamt neun Kompanien erweitert wurde. Die restlichen Kompanien des ehemaligen PiLehrBtl wurden selbständig und unterstanden direkt dem Regiment. Die LLPiKp 9 wurde schon im Juni 1959 ausgegliedert sowie in Fallschirmpionierkompanie 250 (FschPiKp 250) umbenannt und verlegte nach Kempten. Neu aufgestellt wurde 1959 eine Eisenbahnpionierlehr- und Versuchskompanie (EbPiLVsuKp), die ebenfalls direkt dem Regiment unterstellt wurde, sowie das Pionierbataillon 4, das im Laufe des folgenden Jahres nach Bogen verlegte und schließlich im April 1960 aus dem Regiment ausgegliedert wurde. Die Schwimmbrückenkompanie 202 unterstand zunächst diesem PiBtl 4, verlegte jedoch nicht nach Bogen und unterstand ab Januar 1960 wieder direkt dem PiLehrRgt.
Im Oktober 1961 erfolgte eine Umstrukturierung des Regiments. Die bisher selbständigen technischen Kompanien wurden zum Spezialpionierlehr- und Versuchsbataillon (SpezPiLVsuBtl) zusammengefasst, das im Oktober 1971 noch die Nummer 870 erhielt (SpezPiLVsuBtl 870). Teile des Regiments, nämlich die Eisenbahnpioniere und die Pipelinepioniere verlegten 1963 nach Krailling. 1973 erhielt das SpezPiLVsuBtl 870 noch eine zusätzliche Ausbildungskompanie.
Im Einzelnen unterstanden dem PiLehrRgt im Zeitraum von 1959 bis 1974 folgende Einheiten:
| Bezeichnung                                                       | Abkürzung               | unterstellt ab | unterstellt bis | Verbleib                                                                          | Bemerkungen                                                             |
| ----------------------------------------------------------------- | ----------------------- | -------------- | --------------- | --------------------------------------------------------------------------------- | ----------------------------------------------------------------------- |
| selbständige Einheiten (direkt dem Regiment unterstellt)          |                         |                |                 |                                                                                   |                                                                         |
| Pionierbataillon 4                                                | PiBtl 4                 | April 1959     | April 1960      | bleibt bestehen, aber aus dem Regiment herausgelöst                               | verlegt 1960 nach Bogen                                                 |
| Schweres Pionierlehrbataillon 210                                 | sPiLehrBtl 210          | April 1959     | April 1974      | sPiLehrBtl 210                                                                    | unterstellte Einheiten siehe unten                                      |
| Eisenbahnpionierlehr- und Versuchskompanie                        | EbPiLVsuKp              | April 1959     | Oktober 1961    | bleibt bestehen, aber dem SpezPiLVsuBtl unterstellt                               |                                                                         |
| Luftlandepionierkompanie 9                                        | LLPiKp 9                | April 1959     | Juni 1959       | umbenannt in FschPiKp 250, aus dem Regiment herausgelöst und nach Kempten verlegt |                                                                         |
| Pioniergerätelehrkompanie 208                                     | PiGerLehrKp 208         | April 1959     | Oktober 1961    | bleibt bestehen, aber dem SpezPiLVsuBtl unterstellt                               |                                                                         |
| Pionierinstandsetzungslehrkompanie 204                            | PiInstLehrKp 204        | April 1959     | April 1960      | aufgelöst                                                                         |                                                                         |
| Pionierunteroffizierslehrkompanie                                 | PiUffzLehrKp            | April 1959     | April 1960      | als Pionierunteroffizierslehrinspektion direkt der Pionierschule unterstellt      |                                                                         |
| Schwimmbrückenkompanie 734                                        | SchwBrKp 734            | April 1959     | April 1960      | umbenannt in SchwBrKp 201                                                         |                                                                         |
| Technische Pionierlehr- und Versuchskompanie                      | TPiLVsuKp               | April 1959     | Oktober 1961    | umbenannt in sPiLVsuKp(T) und dem SpezPiLVsuBtl unterstellt                       |                                                                         |
| Schwimmbrückenkompanie 202                                        | SchwBrKp 202            | Januar 1960    | Oktober 1961    | bleibt bestehen, aber dem SpezPiLVsuBtl unterstellt                               | war von April 1959 bis Januar 1960 dem PiBtl 4 unterstellt              |
| Pionierlehr- und Versuchskompanie                                 | PiLVsuKp                | April 1960     | Oktober 1961    | bleibt bestehen, aber dem SpezPiLVsuBtl unterstellt                               |                                                                         |
| Schwimmbrückenkompanie 201                                        | SchwBrKp 201            | April 1960     | Oktober 1961    | bleibt bestehen, aber dem SpezPiLVsuBtl unterstellt                               |                                                                         |
| Straßen und Eisenbahnbrückenlehrkompanie 206                      | S/EBrLehrKp 206         | April 1960     | Oktober 1961    | bleibt bestehen, aber dem SpezPiLVsuBtl unterstellt                               |                                                                         |
| Pipelinepionierlehrkompanie 922                                   | PplPiLehrKp 922         | Mai 1961       | Oktober 1961    | bleibt bestehen, aber dem SpezPiLVsuBtl unterstellt                               |                                                                         |
| Spezialpionierlehr- und Versuchsbataillon                         | SpezPiLVsuBtl           | Oktober 1961   | Oktober 1971    | umbenannt in SpezPiLVsuBtl 870                                                    | unterstellte Einheiten siehe unten                                      |
| Spezialpionierlehr- und Versuchsbataillon 870                     | SpezPiLVsuBtl 870       | Oktober 1971   | April 1974      | aufgelöst, Teileinheiten wurden dem PiLVsuRgt 87 unterstellt                      | unterstellte Einheiten siehe unten                                      |
| Schweres Pionierlehrbataillon 210 (sPiLehrBtl 210)                |                         |                |                 |                                                                                   |                                                                         |
| 1. Kompanie                                                       | 1./sPiLehrBtl 210       | April 1959     | Oktober 1964    | StVersKp/sPiLehrBtl 210                                                           | Stabskompanie                                                           |
| 1. Kompanie                                                       | 1./sPiLehrBtl 210       | Januar 1967    | (April 1974)    | bleibt bestehen                                                                   | Stabs- und Versorgungskompanie                                          |
| 2. Kompanie                                                       | 2./sPiLehrBtl 210       | April 1959     | (April 1974)    | bleibt bestehen                                                                   | schwere Pionierkompanie                                                 |
| 3. Kompanie                                                       | 3./sPiLehrBtl 210       | April 1959     | (April 1974)    | bleibt bestehen                                                                   | schwere Pionierkompanie                                                 |
| 4. Kompanie                                                       | 4./sPiLehrBtl 210       | April 1959     | April 1960      | PzPiLehrKp 280                                                                    | schwere Pionierkompanie                                                 |
| 4. Kompanie                                                       | 4./sPiLehrBtl 210       | Oktober 1964   | (April 1974)    | bleibt bestehen                                                                   | 1964 neu aufgestellt                                                    |
| 5. Kompanie                                                       | 5./sPiLehrBtl 210       | April 1959     | Oktober 1964    | StVersKp/sPiLehrBtl 210                                                           | Versorgungskompanie                                                     |
| 5. Kompanie                                                       | 5./sPiLehrBtl 210       | Oktober 1964   | Oktober 1971    | SchwBrKp 260                                                                      | 1971 aus dem Regiment ausgegliedert                                     |
| 5. Kompanie                                                       | 5./sPiLehrBtl 210       | Oktober 1971   | (April 1974)    | bleibt bestehen                                                                   | schwere Pioniermaschinenkompanie (ehem. 7. Kompanie)                    |
| Ausbildungskompanie 414                                           | AusbKp 414              | April 1959     | Oktober 1964    | bleibt bestehen, wird aber dem SpezPiLVsuBtl unterstellt                          |                                                                         |
| Ausbildungskompanie 415                                           | AusbKp 415              | April 1959     | August 1962     | bleibt bestehen, wird aber dem SpezPiLVsuBtl unterstellt                          |                                                                         |
| Pionierlehr- und Versuchskompanie                                 | PiLVsuKp                | April 1959     | April 1960      | bleibt bestehen, wird aber dem Regiment direkt unterstellt                        |                                                                         |
| Straßen- und Eisenbahnbrückenlehrkompanie 206                     | S/EBrLehrKp 206         | April 1959     | April 1960      | bleibt bestehen, wird aber dem Regiment direkt unterstellt                        |                                                                         |
| Panzerpionierlehrkompanie 280                                     | PzPiLehrKp 280          | April 1960     | Oktober 1970    | umbenannt in PzPiLehrKp 290                                                       |                                                                         |
| Schwimmbrückenkompanie 201                                        | SchwBrKp 201            | August 1962    | Oktober 1964    | umbenannt in 5./sPiLehrBtl 210                                                    |                                                                         |
| Schwimmbrückenkompanie 202                                        | SchwBrKp 202            | August 1962    | Oktober 1964    | umbenannt in 6./sPiLehrBtl 210                                                    |                                                                         |
| Stabs- und Versorgungskompanie des Bataillons                     | StVersKp/sPiLehrBtl 210 | Oktober 1964   | Januar 1967     | umbenannt in 1./sPiLehrBtl 210                                                    |                                                                         |
| 6. Kompanie                                                       | 6./sPiLehrBtl 210       | Oktober 1964   | Oktober 1971    | SchwBrKp 270                                                                      | 1971 aus dem Regiment ausgegliedert                                     |
| 7. Kompanie                                                       | 7./sPiLehrBtl 210       | Oktober 1964   | Oktober 1971    | 5./sPiLehrBtl 210                                                                 |                                                                         |
| Amphibienpionierlehrkompanie 201                                  | AmphPiLehrKp 201        | Oktober 1964   | Oktober 1970    | umbenannt in AmphPiLehrKp 230, aus dem Regiment herausgelöst                      |                                                                         |
| Panzerpionierlehrkompanie 290                                     | PzPiLehrKp 290          | Oktober 1970   | (April 1974)    | bleibt bestehen                                                                   |                                                                         |
| Spezialpionierlehr- und Versuchsbataillon (SpezPiLVsuBtl)         |                         |                |                 |                                                                                   |                                                                         |
| Stabskompanie des Bataillons                                      | StKp/SpezPiLVsuBtl      | Oktober 1961   | Oktober 1971    | 1./SpezPiLVsuBtl 870                                                              |                                                                         |
| Eisenbahnpionierlehr- und Versuchskompanie                        | EbPiLehrVsuKp           | Oktober 1961   | Oktober 1971    | 2./SpezPiLVsuBtl 870                                                              | 1963 nach Krailling verlegt                                             |
| Pioniergerätelehrkompanie 208                                     | PiGerLehrKp 208         | Oktober 1961   | 1962            | umbenannt in PiMaschLehrKp 208                                                    |                                                                         |
| Pionierlehr- und Versuchskompanie                                 | PiLVsuKp                | Oktober 1961   | Oktober 1971    | aufgelöst                                                                         |                                                                         |
| Pipelinepionierlehrkompanie 922                                   | PplPiLehrKp 922         | Oktober 1961   | Oktober 1971    | 4./SpezPiLVsuBtl 870                                                              | 1963 nach Krailling verlegt                                             |
| Schwere Pionierlehr- und Versuchskompanie                         | sPiLVsuKp(T)            | Oktober 1961   | Oktober 1971    | 3./SpezPiLVsuBtl 870                                                              |                                                                         |
| Schwimmbrückenkompanie 202                                        | SchwBrKp 202            | Oktober 1961   | August 1962     | bleibt bestehen, aber dem sPiLehrBtl 210 unterstellt                              |                                                                         |
| Straßen- und Eisenbahnbrückenlehrkompanie 206                     | S/EBrLehrKp 206         | Oktober 1961   | Oktober 1964    | umbenannt in AmphPiLehrKp 201 und dem sPiLehrBtl 210 unterstellt                  |                                                                         |
| Pioniermaschinenlehrkompanie 208                                  | PiMaschLehrKp 208       | 1962           | Oktober 1964    | umbenannt in 7./sPiLehrBtl 210 und dem sPiLehrBtl 210 unterstellt                 |                                                                         |
| Ausbildungskompanie 415                                           | AusbKp 415              | August 1962    | Oktober 1968    | aufgelöst                                                                         | 1963 kurzzeitig nach Krailling verlegt, dann wieder zurück nach München |
| Ausbildungskompanie 414                                           | AusbKp 414              | Oktober 1964   | Oktober 1968    | aufgelöst                                                                         |                                                                         |
| Spezialpionierlehr- und Versuchsbataillon 870 (SpezPiLVsuBtl 870) |                         |                |                 |                                                                                   |                                                                         |
| 1. Kompanie                                                       | 1./SpezPiLVsuBtl 870    | Oktober 1971   | April 1974      | umbenannt in StKp PiLVsuRgt 87, direkt dem Regiment unterstellt                   | Stabs- und Versorgungskompanie                                          |
| 2. Kompanie                                                       | 2./SpezPiLVsuBtl 870    | Oktober 1971   | April 1974      | umbenannt in PiAusbKp 874, direkt dem Regiment unterstellt                        |                                                                         |
| 3. Kompanie                                                       | 3./SpezPiLVsuBtl 870    | Oktober 1971   | April 1974      | umbenannt in PiAusbKp 872, direkt dem Regiment unterstellt                        |                                                                         |
| 4. Kompanie                                                       | 4./SpezPiLVsuBtl 870    | Oktober 1971   | April 1974      | umbenannt in PplPiKp 871, direkt dem Regiment unterstellt                         |                                                                         |
| Ausbildungskompanie 402                                           | AusbKp 402              | Oktober 1973   | April 1974      | umbenannt in PiAusbKp 873, direkt dem Regiment unterstellt                        |                                                                         |

### Pionierlehr- und Versuchsregiment 87
Im April 1974 wurde das Regiment schließlich in Pionierlehr- und Versuchsregiment 87 umbenannt. Gleichzeitig wurde das SpezPiLVsuBtl 870 aufgelöst und dessen Teileinheiten direkt dem Regiment unterstellt. Dies waren neben dem weiterhin bestehenden Schweren Pionierlehrbataillon 210 die Stabskompanie des Regiments, die Pipelinepionierkompanie 871, die Pionierausbildungskompanien (PiAusbKp) 872, 873 und 874 sowie die 1974 neu aufgestellte PiAusbKp 875.
Im Oktober 1979 wurden die PiAusbKp 872 und 875 zum Pionierausbildungszentrum 851 vereinigt. Dieses unterstand ab Januar 1981 direkt der Pionierschule und wurde aus dem Regiment herausgelöst. Das Regiment selbst wurde im April 1981 aufgelöst und in das Pionierbataillon 210 umgewandelt. Das Schwere Pionierlehrbataillon 210 wurde gleichzeitig in das Pionierlehrbataillon 220 überführt und direkt der Pionierschule unterstellt.

## Kommandeure
| Dienstgrad Name    | von               | bis               | Bemerkungen                                          |
| ------------------ | ----------------- | ----------------- | ---------------------------------------------------- |
| OberstLt Möllhoff  | 1956              | April 1959        | Kommandeur des PiLehrBtl                             |
| Oberst Herzog      | April 1959        | 1959              |                                                      |
| Oberst Dönges      | 1959              | 1962              |                                                      |
| Oberst Langenstraß | 1962              | 1963              |                                                      |
| Oberst Schott      | 1963              | 1966              |                                                      |
| Oberst Loos        | 1966              | 1969              |                                                      |
| Oberst Ritter      | 1969              | 1972              |                                                      |
| Oberst Hartmann    | 1972              | 1974              | über die Umstrukturierung in das PiLVsuRgt 87 hinaus |
| Oberst Thießen     | 1974              | 14. Dezember 1977 |                                                      |
| Oberst Menz        | 15. Dezember 1977 | April 1981        |                                                      |